# Arcidiecéze vilniuská
Arcidiecéze vilniuská (litevsky Vilniaus arkivyskupija, latinsky Archidioecesis Vilnensis) je římskokatolická metropolitní arcidiecéze na Litvě. Sídlo Vilniuské církevní provincie jejíž teritorium pokrývá část území Litvy se sídlem ve městě Vilnius a s katedrálou sv. Stanislava. Po pádu sovětského režimu byla dne 13. dubna 1991 reorganizována i litevská církev a vznikla samostatná vilenská církevní provincie. 